# ねずみくす
『ねずみくす』（Nezmix: Have a mice day!）は、2002年2月22日に発売されたXbox用ゲームソフト。メディア・ビジョン開発、マイクロソフト販売。日本でのXbox本体と同時発売のローンチタイトルの1つ。
アメリカでは同年10月22日に、『Sneakers』のタイトルでトイザらスでの限定販売のみ行われた。

## 概要
ネズミの主人公アポロ達を操作して、よそ者ネズミを退治するアクションアドベンチャーゲーム（メーカー公称ジャンル：ドタバタねずみアドベンチュー）。Xboxの最新技術の一つ「ファーシェーダー」によって、ネズミの毛のフワフワしたリアルな感じをよく表現している。
日本におけるXboxのローンチタイトルであり、マイクロソフトの日本法人の本社から出された3つのローンチタイトルの内の1つである。成人男性向けのタイトルが目立ったXbox初期タイトルの中で、女性層や子供層に対するアピールを目指して製作された。アイドルグループFolder5をタイアップに迎え、SCEからの引き抜きでXbox事業部制作統括部に迎えられた宮田敏幸制作部長がネズミのコスプレをして発表記者会見に臨むなど、精力的なプロモーションが行われた。
本作と同様Xboxの可愛いマスコットを目指して作られたゲームに『ブリンクス・ザ・タイムスイーパー』などがある。